# 内藤隆 (衆議院議員)
内藤 隆（ないとう たかし、1893年（明治26年）11月10日 - 1979年（昭和54年）7月22日）は、日本の実業家、政治家。衆議院議員。

## 経歴
富山県出身。早稲田大学政治経済科、日本大学法学部で学ぶ。北陸タイムス編集局長兼主筆、日本電力嘱託、大同電力嘱託、庄川電力嘱託などを務めた。
日本自由党富山県支部幹事長を経て、1949年1月、第24回衆議院議員総選挙に富山県第1区から民主自由党所属で出馬し当選。その後、第25回、第28回から第31回総選挙で5回当選し、衆議院議員を通算六期務めた。この間、自由党人事部長、自由民主党富山県連政調会長、同党議員総会副会長、富山県緑化推進委員会委員長、衆議院行政監察特別委員長、同逓信委員長、同運輸委員長、吉田内閣国務大臣・緒方竹虎秘書官、第2次岸内閣・厚生政務次官などを歴任した。
その後、富山テレビ放送社長、同会長、同相談役を務めた。

## 親族
- 長男:内藤真作（ないとう しんさく。1979年7月当時、富山テレビ放送専務）[4]